# Klappboxfilme
Klappboxfilme ist eine deutsche Filmproduktionsfirma und Künstler-Duo: die Filmemacher, Autoren, Produzenten und Künstler Jessica Krummacher und Timo Müller haben die Firma 2006 in München gegründet. Nach langjähriger Station in Berlin, ist die Firma heute im Ruhrgebiet ansässig.

## Filmografie
- 2002: Wut (Kurzfilm von Timo Müller)
- 2003: Oben ist der Himmel (Kurzfilm von Jessica Krummacher)
- 2005: Danke Olympiastadion (Reportage von Jessica Krummacher)
- 2005–2006: Die Kinder von Ahaus (Dokumentarfilm von Jessica Krummacher)
- 2006–2008: Morscholz (Kinospielfilm von Timo Müller)
- 2007: Heiligendamm 07 (Experimentalfilm von Jessica Krummacher)
- 2009–2011: Totem (Kinospielfilm von Jessica Krummacher, in Coproduktion u. a. mit Lieblingsfilm)
- 2011: Alfheim (Drehbuch von Timo Müller)
- 2014: Mordogan-Birth (Drehbuch von Jessica Krummacher)
- 2018: Sms Herdecke (Videoinstallation von Timo Müller)
- 2012–2022: Der Rote Berg (Kinofilm von Timo Müller)
- 2020–2022: Zum Tod meiner Mutter (Kinospielfilm von Jessica Krummacher, Walker + Worm Film)

## Festivalpremieren
- Morscholz wurde 2008 auf dem Filmfest München uraufgeführt und mit dem Förderpreis für die beste Regie ausgezeichnet.[1]
- Totem feierte Weltpremiere auf den Internationalen Filmfestspiele von Venedig 2011.[2]
- Zum Tod meiner Mutter, eine Produktion von Walker + Worm Film in Zusammenarbeit mit Klappboxfilme, feierte 2022 Premiere auf der Berlinale im Encounters Wettbewerb.[3]
- Der Rote Berg wurde 2022 im Wettbewerb des Filmfests München uraufgeführt.[4]

## Auszeichnungen
- 2008: Förderpreis Deutscher Film in der Kategorie Beste Regie (Timo Müller für Morscholz)
- 2012: Eurimages Co-Production Development Award (Jessica Krummacher für Mordogan-Birth)
- 2022: New York Film Week (Jessica Krummacher für Zum Tod meiner Mutter)
- 2023: Los-Angeles Independent Award (Timo Müller für Der Rote Berg)